# Жиронвил
Жиронвил (фр. Gironville) је насељено место у Француској у региону Париски регион, у департману Сена и Марна.
По подацима из 2011. године у општини је живело 170 становника, а густина насељености је износила 12,4 становника/km².

## Демографија
| 1962. | 1968. | 1975. | 1982. | 1990. | 2011. |
| ----- | ----- | ----- | ----- | ----- | ----- |
| 186   | 177   | 152   | 131   | 131   | 170   |